# 宋小濂

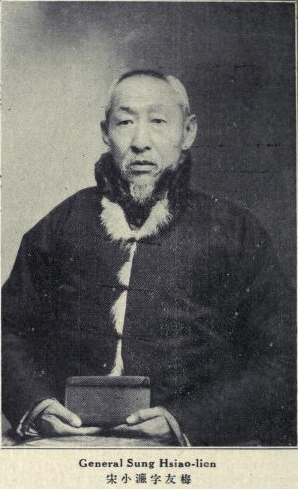

宋小濂（1863年—1926年），一名少濂，字铁梅、一字友梅，晚号止园、古欢老人。祖籍河北。吉林将軍管轄区吉林副都統管轄区（今永吉县）人，清末民初政治人物。

## 生平
宋小濂是清朝監生。1887年任齐齐哈尔副都统文案处总理兼学务处总理，善后局总办。候補知府。1906年12月任哈尔滨铁路交涉局总办、海倫同知、呼伦贝尔副都統。1911年2月（宣統3年），升任黑龙江民政使，1911年8月署黑龙江巡撫。
中華民国成立後的1912年（民国元年）3月，他由巡撫，被任命为第一任黑龙江省都督。民国2年（1913年），他兼任黑龙江省民政長。1913年8月沙俄政府藉齐齐哈尔巡警检查俄籍朝鲜人之故，对北洋政府施以胁迫其辞職，改任参政院参政。後就任中東铁路督办。1922年（民国11年）1月辞任。
1926年（民国15年）1月，宋小濂病逝。享年64岁。